# L'uomo solo (antologia)
L'uomo solo è una raccolta di racconti di Luigi Pirandello. Costituisce il quarto volume della più ampia raccolta Novelle per un anno.

## La raccolta
- L'uomo solo
- La cassa riposta
- Il treno ha fischiato
- Zia Michelina
- Il professor Terremoto
- La veste lunga
- I nostri ricordi
- Di guardia
- Dono della Vergine Maria
- La verità
- Volare
- Il coppo
- La trappola
- Notizie del mondo
- La tragedia d'un personaggio